# Верхньонікольське
Ве́рхньоніко́льське (рос. Верхненикольское, башк. Үрге Никольский) — присілок у складі Аскінського району Башкортостану, Росія. Входить до складу Аскінської сільської ради.
Населення — 9 осіб (2010; 20 у 2002).
Національний склад:
- марійці — 60 %